# Motor Ferrari Colombo
Os últimos carros da Ferrari usaram motores desenvolvidos por Gioacchino Colombo, que juntamente com Enzo Ferrari desenvolveu carros Alfa Romeo. Estes motores V12 tiveram cilindradas de 1,5L (1497 CC3) que equipou o 125S e 3.3L (3.285 CC3) no 275 de 1966. 
Enzo Ferrari sempre foi admirador dos motores V12 da Packard, Auto Union, e Alfa Romeo (onde foram muito usados), mas seu primeiro carro, de 1940, o Auto Avio Costruzione 815 utilizada um motor Fiat de 8 cilindros em linha. Foi apenas natural que seu primeiro motor construído deveria ser um V12, e o mesmo desenho base foi mantido por muitos anos, com desenvolvimento contínuo anos após Colombo ter sido substituído por Aurélio Lampredi como o designer projetista dos motores da empresa. Embora o  Motor Ferrari Lampredi  fosse uma força real para a empresa, foi o Colombo V12 que seria o principal motivador da empresa de bens de consumo através das décadas de 1950 e 1960.

## 125
O primeiro motor desenvolvido pela própria ferrari era o 125. Sua primeira aparição foi em 11 de Maio de 1947, sob o capô do 125 S de corridas, o motor permitiu à Ferrari obter seis vitórias em 14 corridas neste ano. O 125 S tinha 55 mm de curso de pistão e diâmetro de 52.5 mm, resultando em 124,73 CC3 de cilindrada por pistão, que arredondando-se originou o nome do carro. Ao total, o motor desloca exatos 1.496,77 CC3 de cilindrada. Possui um comando de válvulas único em cada bancada de seis cilindros, com um ângulo de abertura de 60° entre as duas bancadas. O motor possui duas válvulas por cilindro e três carburadors  Weber 30DCF. A taxa de compressão é 7,5 : 1 prioporcionando 118 HP à 6.800 rpm. 
Colombo e a Ferrari desenvolveram o motor de acordo com os regulamentos da Formula 1 e introduziram o motor no primeiro carro de Formula 1 da companhia, o 125 F1. Esta versão, possui supercharger, em acordo com as regras da Formula 1, resultando em uma potência de 230 HP à 7.000 RPM Todavia, o supercharger tipo Roots estágio único era incapaz de produzir uma grande potência final e em altas rotações, algo necessário para competir com os grandes 8 cilindros em linha do Alfa Romeo 158 e os 4 cilindros em linha do Maserati 4CLT. Um desempenho forte, uma condução ágil e um chasis, permitiu a empresa o terceiro lugar em sua primeira excursão, o Valentino Grand Prix em 5 de setembro de 1948 e assim a Ferrari persistiu nas corridas. 
Em 1949, o motor foi modificado e passou a utilizar duplo comando de válvulas no cabeçote (mas manteve as duas válvulas por cilindro) e um supercharger de duplo estágio. Esta combinação proporcionou ao carro uma performance superior em velocidade final e resultou em uma potência de 280 HP; venecu cinco Grandes Prêmios. O desenvolvimento do motor continuou nos anos seguintes, mas os problemáticos supercharger foram abandonados em favor de maior deslocamento (cilindrada) e o Motor Ferrari Lampreti substituiu o original. 
Aplicações:
- 1947 Ferrari 125 S; 118HP (88 kW)
- 1948 Ferrari 125 F1; Supercharger de estágio único, 23 HP (172 kW)
- 1949–1950 Ferrari 125 F1; Supercharger de duplo estágio, 280 HP (209 kW)

## 58.8 mm de curso

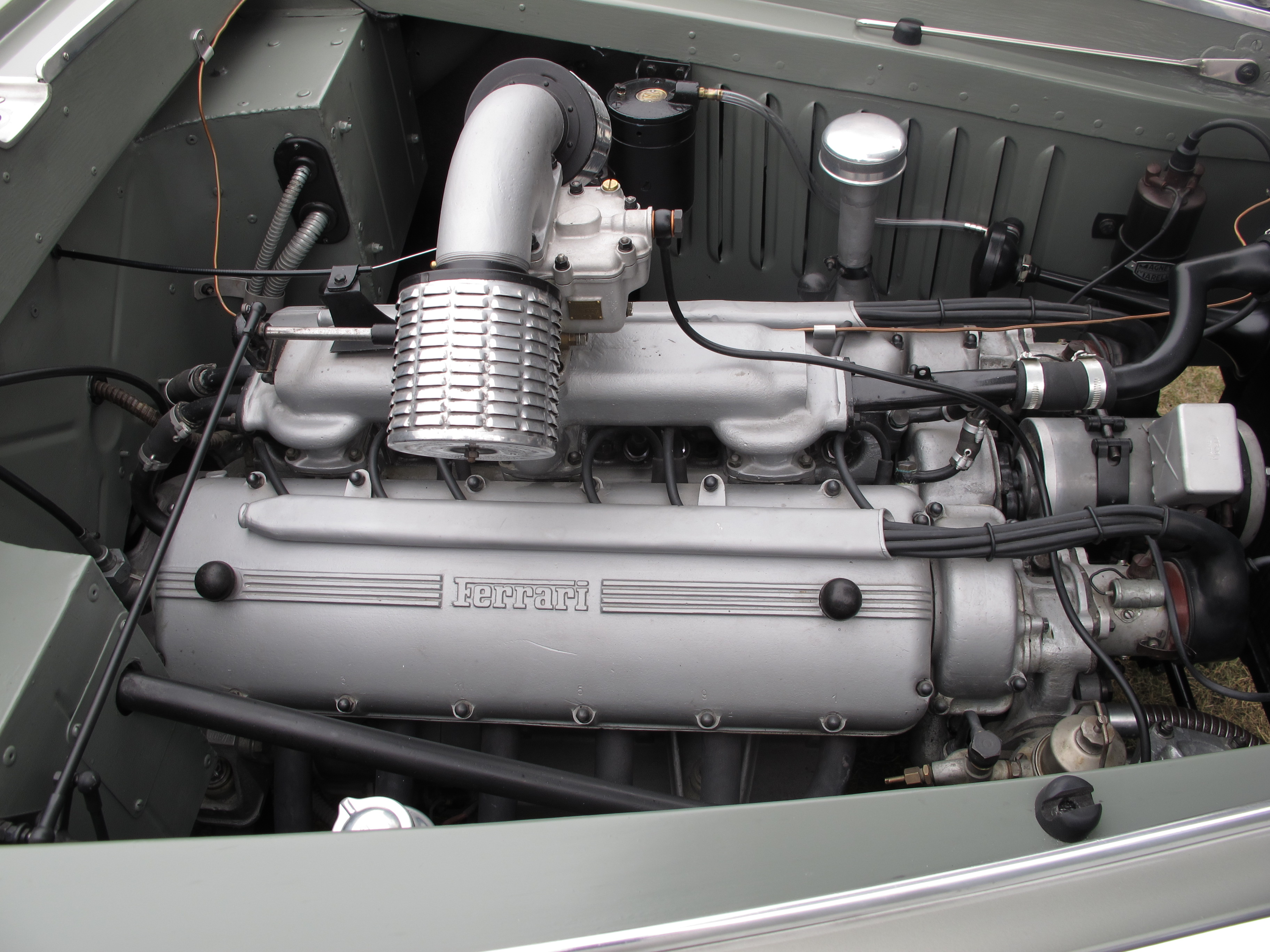
Motor Ferrari Colombo do tipo usado no 166 Inter, 195 Inter e 212 Inter. Foto tirada no Concorso Italiano 2016.

Os carros então recem construídos, 166, 195 e 212 utilizaram motores Colombo V12 de diferentes tamanhos. Todos compartilharam o mesmo curso de pistão de 58 mm com cilindros de 60, 65 e 68 mm de diâmetro proporcionando cilindradas de 1.995 CC3, 2.341 CC3 e 2.563 CC3 respectivamente. Suas potências iam de 105 HP à 165 HP.

### 250
Um dos motores Colombo mais comuns era o 250 Foi concebido em 1952 no 250S e e em 1963 equipou o 330 America. Seu diâmetro de cilindros é de 73 mm e o curso de pistão é o 58.8 mm assim como os outros motores Colombo, sua cilindrada total é de 2.953 CC3.

### 275
O último motor Colombo com 58.8 mm de curso de pistão foi utilizado no 275 Utilizava cilindrada de 3.286 CC3, uma variante do V12 com 77 mm de diâmetro de pistão, proporcionando mais de 300 HP.

## 330
O 400 Superamerica de 1960 substituiu os motores Lampredi por Colombos de 3.967 CC3. Estes eram diferentes dos antigos 58.8 mm de curso, utilizavam 71 mm de curso e 77 mm de diâmetro de pistão. Sua potência era de 340 HP e utilizava três Carburadores Weber. 
Em 1963, a série 330 também utilizou motores de 3.967 CC3 com o mesmo curso e diâmetro de cilindro e pistões que o 400 Superamerica, mas este motor era diferente. Utilizava um bloco de motor maior e com mais espaço entre os cilindros, permitindo possibilidades de futuros aumentos de deslocamento. O dínamo que equipava as versões antigas foi substituído por alternados. No final sua potência era de 300 HP (223 kW.

## Duplo comando
O motor Colombo V12 foi substancialmente revisto para 1967 no 275 GTB/4. Ele ainda utilizou duas válvulas por cilindro, mas com duplo comando de válvulas no cabeçote, um incremento. Outras mudanças foram efetuadas como o ângulo de válvula reduzido três graus, para 54º visando uma tampa de cilindro mais compacta. Os dois comando de válvulas permitiram às válvulas serem alinhadas corretamente (perpendicular ao comando de válvulas) ao invés de compensar como nas Ferraris SOHC. Lubrificação por cárter seco foi adotada, bem como um enorme reservatório de óleo, com 16 litros de capacidade. O motor manteve as dimensões do modelo 275 de 3.286 CC3 de deslocamento. Sua potência era de 330 CC3 à 8.000 RPM e 240 Nm de torque à 6.000 RPM; utilizava seis carburadores Weber 40 DCN9.

## 365
O motor Colombo de 71 mm de curso foi aumentado para 81 mm, suportnado cilindrada de 4.390 CC3 para os modelos 365 de 1966. Este mesmo motor foi adotado no Daytona e seus cilindros foram dispostos de maneira oposta, se tornando um motor boxer de 12 cilindros, apra ser utilizaddo no 365 GT4 BB de 1971.

## 400
O motor Colombo foi aumentado apra 4.823 CC3 em 1976 no Ferrari 400 mantendo o mesmo curso de pistão de 81 mm e 78mm de diâmetro de pistões e cilindros.
Aplicações:
- 1983 - 1985 400i

## 512
Outra versão boxer com diâmetro de pistões e cilindros de 82 mm, utilziada no 512BB.    
- Injeção de combustível
  - 1981 - 1985 512 BBi
- Tipo F113B
  - 1985 - 1991 Testarossa
- Tipo F101
  - 1986 - 1988 412i
- Tipo F113G
  - 1992 - 1995 512 TR